# Bernd Baselt
Bernd Baselt (Halle, 1934 - 1993) was een Duits musicoloog. Baselt was professor aan de Martin-Luther Universiteit in Halle. Zijn belangrijkste bijdrage was het opstellen van de catalogus van Händels werken: de Händel-Werke-Verzeichnis (HWV) verscheen in drie delen tussen 1978 en 1986. De catalogus geeft de eerste maten van ieder werk, en veel feitelijke informatie.
Baselt hield zich ook bezig met de componisten Telemann en Sebastian Knüpfer en de muziekpraktijk aan het hof van Schwarzburg-Rudolstadt.

## Werken
- Georg Philipp Telemann, hrsg. von Bernd Baselt, Der geduldige Socrates: Hamburg 1721; musikalisches Lustspiel in drei Akten. Kassel etc.: Bärenreiter (1967).
- Georg Philipp Telemann, hrsg. von Bernd Baselt, Der neumodische Liebhaber Damon: oder Die Satyrn in Arcadien, Hamburg 1724: heitere Oper in drei Akten. Kassel etc.: Bärenreiter (1969).
- Walter Eisen, Margret Eisen, Siegfried Flesch & Bernd Baselt, Händel-Handbuch: gleichzeitig Supplement zu Hallische Händel-Ausgabe (Kritische Gesamtausgabe), Bd. 1: Lebens- und Schaffensdaten [S. Flesch], Thematisch-systematisches Verzeichnis: Bühnenwerke [B. Baselt]. Kassel etc.: Bärenreiter / Leipzig: Deutscher Verlag für Musik (1978). ISBN 3-7618-0610-8
- Walter Eisen, Margret Eisen & Bernd Baselt, Händel-Handbuch: gleichzeitig Supplement zu Hallische Händel-Ausgabe (Kritische Gesamtausgabe), Bd. 2: Thematisch-systematisches Verzeichnis: Oratorische Werke, Vokale Kammermusik, Kirchenmusik [B. Baselt]. Kassel etc.: Bärenreiter / Leipzig: Deutscher Verlag für Musik (1984). ISBN 3-7618-0715-5
- Walter Eisen, Margret Eisen & Bernd Baselt, Händel-Handbuch: gleichzeitig Supplement zu Hallische Händel-Ausgabe (Kritische Gesamtausgabe), Bd. 3: Thematisch-systematisches Verzeichnis: Instrumentalmusik, Pasticci und Fragmente [B. Baselt]. Kassel etc.: Bärenreiter / Leipzig: Deutscher Verlag für Musik (1986). ISBN 3-7618-0716-3
- Georg Friedrich Händel, hrsg. von Bernd Baselt, Oreste: opera in tre atti HWV A11. Kassel etc.: Bärenreiter (1991).
- Georg Philipp Telemann & Daniel Schiebeler, ed. by Bernd Baselt, Don Quichotte auf der Hochzeit des Comacho: comic opera-serenata in one act. Madison: A-R Editions (1991). ISBN 0-89579-259-1
- Sebastian Knüpfer, ed. by Bernd Baselt, Lustige Madrigalien und Canzonetten. Madison: A-R Editions (1999). ISBN 0-89579-431-4